# Royères
Royères (tiếng Occitan: Roiéra) là một xã của tỉnh Haute-Vienne, thuộc vùng Nouvelle-Aquitaine, miền trung nước Pháp.